# Simon von Wimpffen

Simon Alfons Franz Reichsgraf von Wimpffen (um 1910)

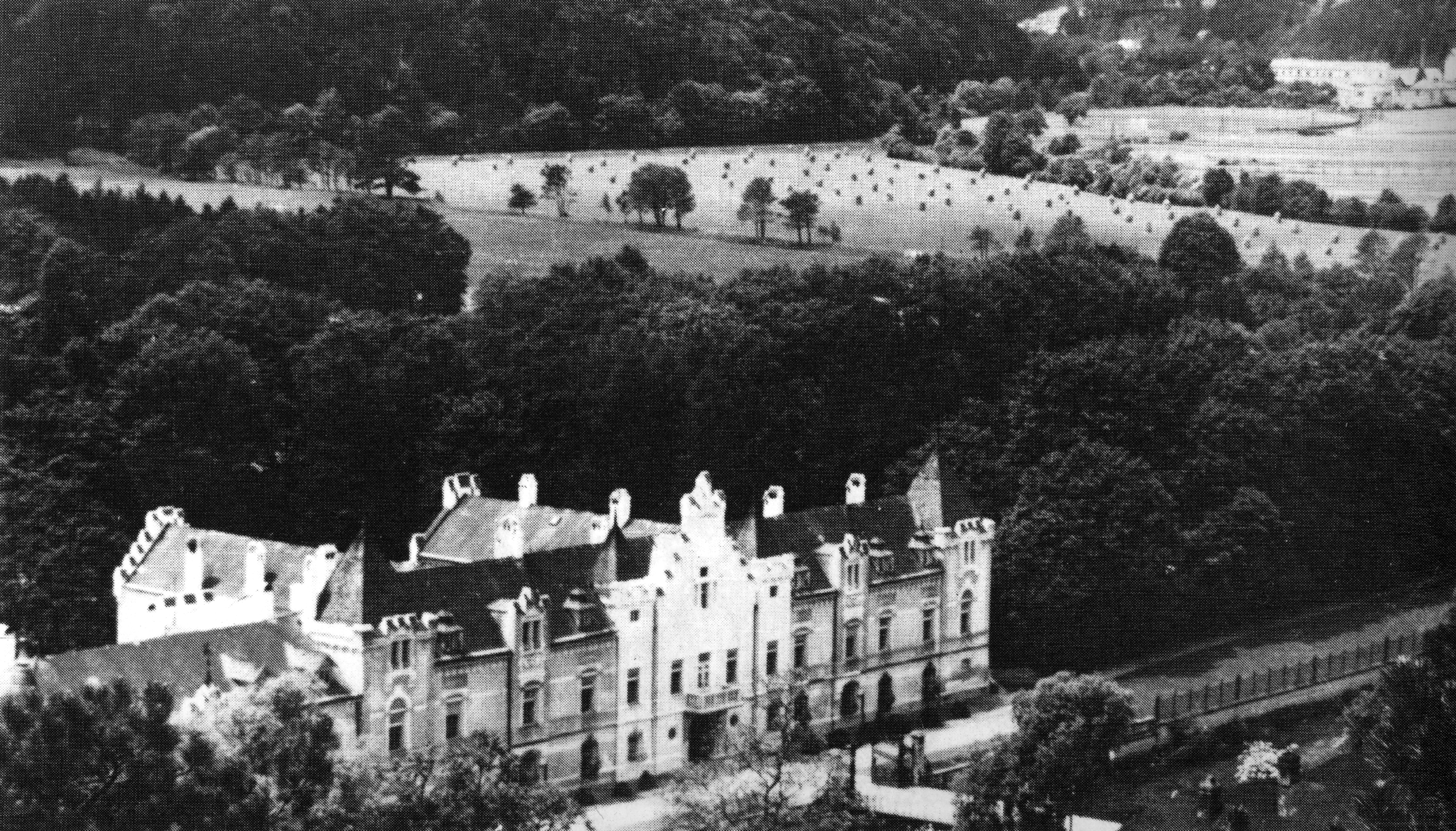
Schloss Fahrafeld (um 1900)

Simon Alfons Franz Graf von Wimpffen (* 21. August 1867 in Vöslau in Österreich; † 11. April 1925 in Wien) war Gründer des Kurbetriebs in Neuhaus bei Weissenbach an der Triesting in Niederösterreich.

## Leben und Wirken
Er war der Sohn des Grafen Viktor von Wimpffen (* 24. Juli 1834; † 22. Mai 1897) (und somit Enkel von Franz Emil Lorenz Graf Wimpffen) und der Gräfin Anastasia von Wimpffen, geborener Freiin von Sina zu Hodos und Kizdia, Enkelin des Georg Freiherrn von Sina, seit 1833 Besitzer der Güter Neuhaus, Fahrafeld und Arnstein. Am 30. Mai 1890 ehelichte er Karoline Gräfin Széchenyi, Tochter von Gyula Graf Széchenyi und Karoline Gräfin von Zichy-Ferraris. Die Ehe war kinderlos und wurde später getrennt; der Graf blieb zeitlebens alleinstehend.
Um 1889 begründete Wimpffen einen eleganten Kurbetrieb in dem heute zu Weissenbach an der Triesting gehörenden Neuhaus, wo er drei große Hotels und dreißig luxuriös eingerichtete Villen sowie noch 1913 eine Rollschuhhalle erbauen ließ. Mit dem Beginn des Ersten Weltkrieges scheiterte das Unternehmen.
Wimpffen hatte riesige Besitzungen in Ungarn und daher die finanzielle Möglichkeiten, das Projekt Neuhaus zu forcieren. Seine Ahnen waren ungarischer Abstammung; Stammschloss in Österreich war Schloss Kainberg bei Graz. Der Graf lebte während der Bauzeit auf Schloss Fahrafeld, war aber sehr oft in Neuhaus anzutreffen, wo er später zeitweise im Herrenhaus wohnte.
Wimpffen plante, seinen Neffen Simon als Erben einzusetzen, doch fiel dieser 1918 an der italienischen Front. Mit Ende des Ersten Weltkrieges wurde Ungarn selbständig, und der Graf verlor sämtliche großen ungarischen Besitzungen. Den Güterkomplex Neuhaus, Fahrafeld und Arnstein übernimmt sein Neffe Georg Graf Wimpffen (1896–1968), ein Sohn seines Bruders Siegfried Graf von Wimpffen (1865–1929).
Simon Graf Wimpffen verließ um 1920 den Ort seines Wirkens und lebte fortan teils im Palais Sina in Wien, teils in seiner Villa in Mauer bei Wien, wo er, seit Langem zuckerkrank, am 11. April 1925 verstarb. — Er liegt auf dem Hietzinger Friedhof, Wien, begraben, wo das Mausoleum folgende Inschrift trägt:
„Hier ruht in Frieden / Simon / Reichsgraf / von Wimpffen / geb. am 21. August 1867 / gest. am 11. April 1925 / Obltn. d. K. u. K. Husarenregiments, / erbl. Mitglied des ungar. Magnaten- / hauses, Ritter des Großkreuzes / vom Franz-Josefs-Orden.“

## Beiträge zum Ausbau von Neuhaus und Umgebung
Simon von Wimpffen forcierte ab 1893 den Ausbau der Kuranlagen, beginnend mit der Anlage von Wasserleitungen einschließlich der drei Sammelbehälter in Kienberg, einen Kilometer östlich der Ortsmitte von Neuhaus. Für den Bau der dreistöckigen Josef-Leitner-Warte auf dem Peilstein durch den Niederösterreichischen Gebirgsverein, Sektion Baden, im Jahr 1895 stellte der Graf das gesamte Bauholz unentgeltlich zur Verfügung. Von 1895 bis 1896 wurden der Teich und das Kurbad angelegt. Ebenfalls 1895 begannen die Bauarbeiten am Hotel Stephanie, das am 1. Juni 1897 eröffnet wurde. Im gleichen Zeitraum entstanden die 26 Alten Villen.
Der Gutshof wurde 1896 gekauft und im selben Jahr zum Herrenhaus ausgebaut. Im gleichen Jahr wurde der Pferdestall des Gasthauses Lechner gekauft und abgerissen, um Platz für den Bau eines k. u. k. Postamtes und einer Frisierstube zu schaffen. Die Gastwirtschaft wurde im folgenden Jahr in das Erdgeschoß des Herrenhauses verlegt. Außerdem ließ von Wimpffen drei Parkanlagen, zwei Musikpavillons und Springbrunnen anlegen, während seine Frau als Stifterin der Turmuhr im Jahr 1891 und des hölzernen Friedhofskreuzes im Jahr 1896 in Erscheinung trat.
Ebenfalls 1896 war das Wasserkraftwerk in Fahrafeld entstanden, das elektrischen Strom für das Schloss Fahrafeld und ab 1897 auch für das Herrenhaus erzeugte. 1900 wurde der Wasserhochbehälter am Karnerfeld mit dem Pumpenhaus im Tal angelegt und die Alten Villen erhielten elektrischen Strom. Für die Versorgung des Kurbetriebs existierte eine eigene Zimmerei. Um 1900 entstanden die gräfliche Fleischbank im Forsthaus, die Großschlächterei in Fahrafeld und später auch eine eigene Wäscherei. Der eigene Eisteich wurde nach kurzem Bestehen wieder aufgelassen und die Versorgung mit Eis erfolgte fortan vom großen Teich aus.
1910 übernahm der Graf den Gastbetrieb in Eigenregie mit Pächtern und nannte das Herrenhaus ab nun Hotel Neuhaus. Das alte Gasthaus Lechner sowie mehrere Bauernhäuser wurden angekauft und abgetragen. Bis 1912 entstanden Tiergarten in Gadenweith, Weissenbach an der Triesting, Haselbach und Wolfgeist (beide Gemeinde Pottenstein), eine neue Frisierstube im Haus Nr. 88 und die 11 mit Strom versorgten Neuen Villen. Hinter den Alten Villen wurden 20 Lufthütten errichtet. Von diesen kleinen Holzhäusern, die Wochenendgästen als Unterkunft dienten, überstand nur eine den Zweiten Weltkrieg.
Von 1911 bis 1913 wurden die Heilanstalt und das Curhotel d’Orange errichtet. Hinter dem Hotel Neuhaus wurde eine Kegelbahn angelegt.

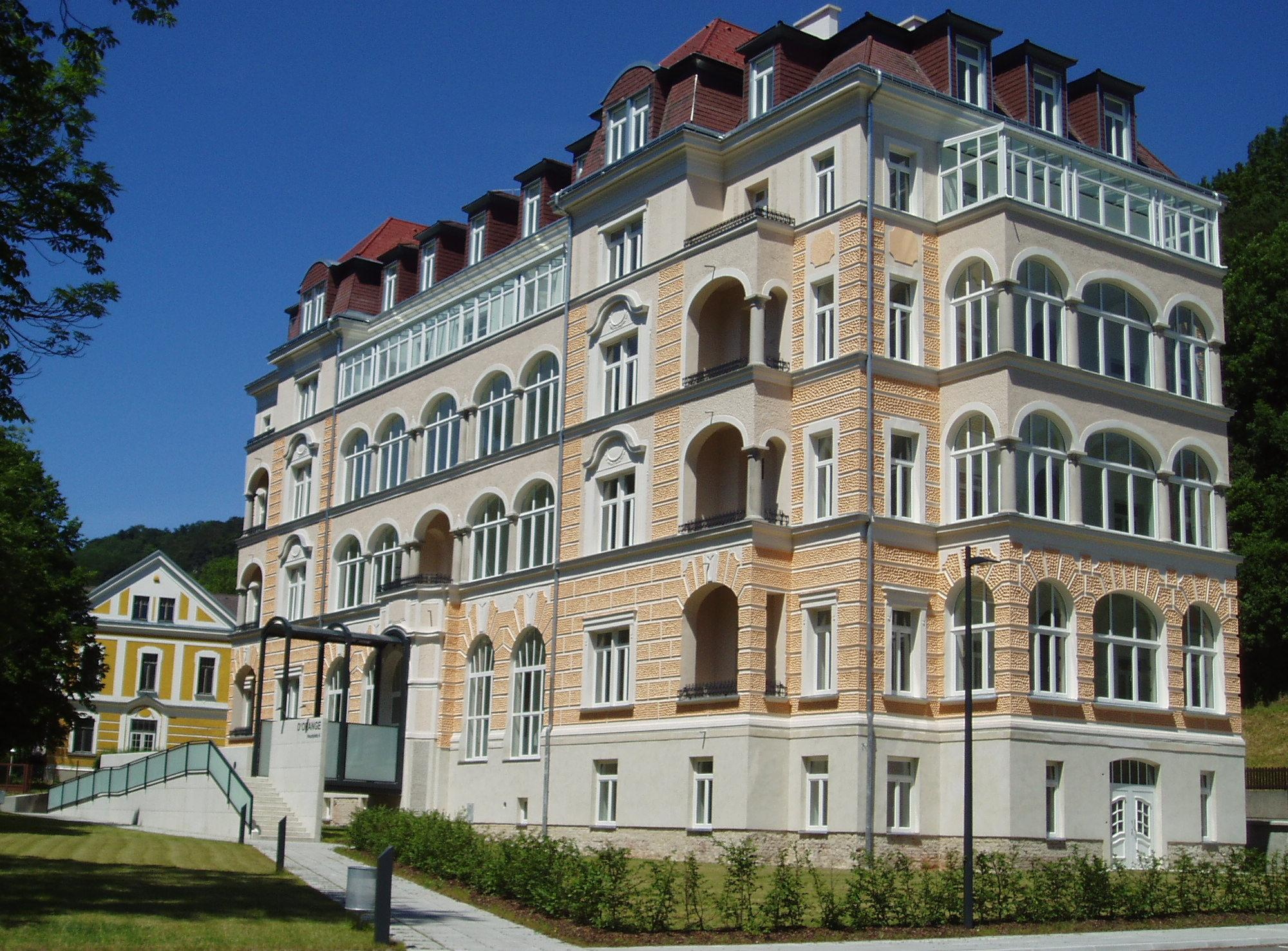
Das renovierte Curhotel d’Orange in Neuhaus im Jahr 2005

Im Jahr 1913 wurde das Bahnhofhotel an der Kreuzung zu Fahrafeld, 300 Meter östlich des Bahnhofs Weißenach-Neuhaus, erbaut. Zwischen Nöstacher- und Schwarzenseer Straße entstanden ein Pferdestall und 10 Garagen, hinter dem Schloss Fahrafeld ein eigenes Gestüt mit einer Rennbahn. Ab 1914 standen den Gästen eine Rollschuhhalle, zwei Tennisplätze, ein gedeckter Verbindungsgang zwischen Hotel Stephanie und Heilanstalt sowie das Kaffeehaus mit einem Verbindungsgang zum Curhotel d’Orange zur Verfügung. Das Postamt wurde abgetragen und in die Villa Weinberg verlegt. 1916 wurde eine Rodelbahn angelegt, die vom Peilstein nach Neuhaus führte. Der 1913 in Holzbauweise errichtete
Glassalon brannte 1917 ab, wurde jedoch sofort wieder aufgebaut. In den Jahren 1920 bis 1921 wurde schließlich die Versorgung der Neuhauser Bewohner mit elektrischem Strom eingerichtet. 1921 errichtete die Gemeinde die elektrische Straßenbeleuchtung, die mit Strom vom gräflichen Elektrizitätswerk in Fahrafeld gespeist wurde.